# Henry Stone

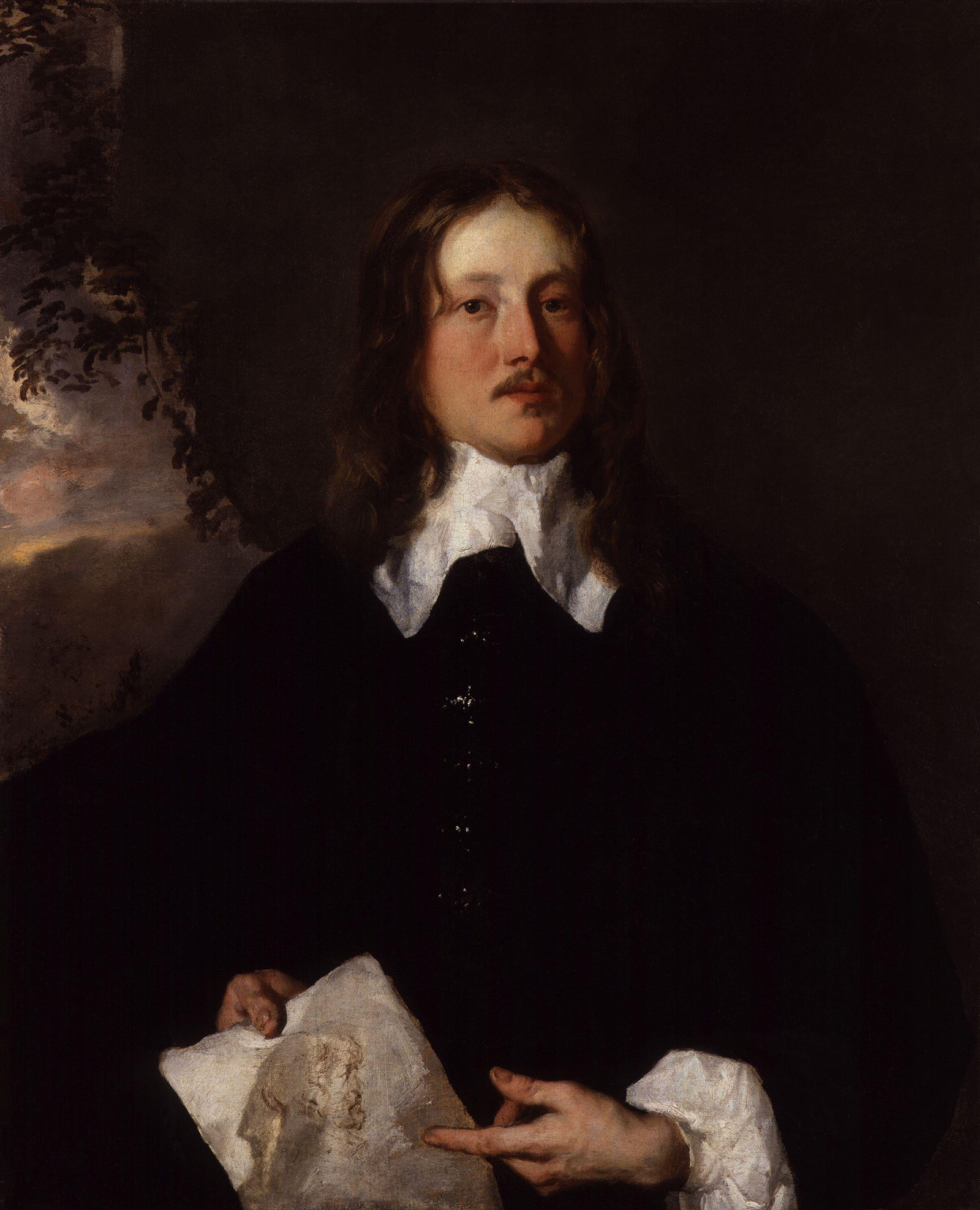
Henry Stone porträtterad av sir Peter Lely.

Henry Stone, född 1616, död den 24 augusti 1653, var en engelsk målare. Han var son till Nicholas Stone och dotterson till Hendryk de Keyser.
Stone, som kallades Old Stone, var ett av van Dycks biträden och kopierade många porträtt av denne och andra.